# Suchá hora (Vtáčnik)
Suchá hora (879,2 m n. m.) je částečně loučnatý vrch v pohoří Vtáčnik.  Nachází se v nejjižnější části hlavního hřebene, v jihozápadní části pohoří, nad osadou Cerová.
Vrch leží v CHKO Ponitří a má protáhlý tvar ve směru východ - západ. Vrcholovou část tvoří rozsáhlá louka a svahy pokrývá smíšený les.

## Přístup
- po  modré značce z Hornoveskej doliny
- po  červené značce
  - z obce Velké Pole
  - po hřebeni z vrchu Tatra [2]